# Maggie Peren

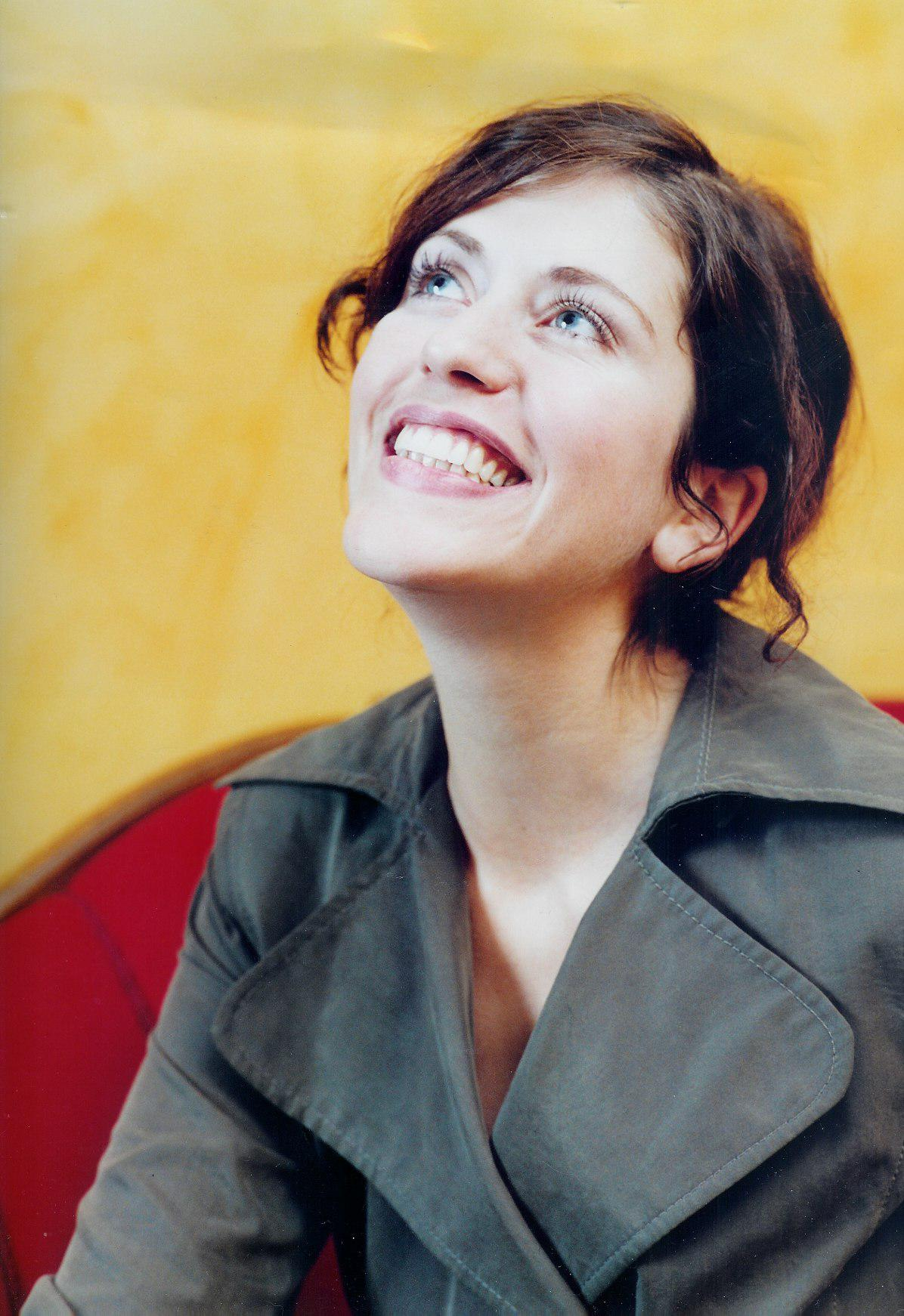
Maggie Peren (2006)

Maggie Peren (* 7. Mai 1974 in Heidelberg) ist eine deutsche Drehbuchautorin, Filmregisseurin und Schauspielerin.

## Leben
Maggie Peren wuchs in Stuttgart auf, ihr Vater ist Psychologe und ihre Mutter Lehrerin. Sie hat eine ältere Schwester. Sie absolvierte von 1993 bis 1996 eine Schauspielausbildung an der Staatlichen Schauspielschule in Manchester. An der Ludwig-Maximilians-Universität in München studierte sie ab 1996 deutsche und englische Literatur mit Nebenfach Psychologie.
Bevor Maggie Peren 2004 den Deutschen Filmpreis für ihr Drehbuch zu Napola – Elite für den Führer erhielt, schrieb sie die Drehbücher zu Vanessa Jopps Vergiss Amerika (First Step Award, 1. Preis beim Filmfestival in München und 2. Preis beim Studio Hamburg Filmpreis), sowie das Drehbuch Das Phantom für Dennis Gansel (Grimme-Preis). Nach zwei Arthouse-Filmen schrieb sie für das kommerzielle Kino, u. a. die Teenie-Komödie Mädchen, Mädchen (2001) sowie deren Fortsetzung Mädchen, Mädchen 2 – Loft oder Liebe (2004) und für Marco Kreuzpaintners Tragikomödie Ganz und gar.
2004 führte sie ihre erste Regie. Sie drehte den Kurzfilm Hypochonder mit Matthias Schweighöfer. 2007 folgte ihr erster Kinofilm, Stellungswechsel. Im Jahr 2010 folgte das Flüchtlingsdrama Die Farbe des Ozeans (2011). Der Film wurde beim TIFF (Internationales Filmfestival in Toronto) uraufgeführt und erhielt zahlreiche Preise.
2013 schrieb sie nach Das Phantom ihren zweiten Thriller: Nocebo. Das Drehbuch wurde von Lennart Ruff verfilmt und gewann 2014 den Studenten-Oscar. 2019 schrieb und inszenierte Maggie Peren Hello Again.
2020 entstand nach acht Jahren Arbeit der vierte Kinofilm: Der Passfälscher. Der Film wurde aber auf Grund der Corona-Pandemie verschoben. Er feierte am 13. Februar Premiere als Spezial Gala bei der Berlinale 2022.
Maggie Peren lebt und arbeitet in München und ist Mutter eines Sohnes, der im Oktober 2010 zur Welt kam.

## Filmografie

### Regie
- 2005: Hypochonder (Kurzfilm)
- 2007: Stellungswechsel
- 2011: Die Farbe des Ozeans
- 2020: Hello Again – Ein Tag für immer
- 2022: Der Passfälscher

### Drehbuch
- 2000: Das Phantom (TV)
- 2000: Vergiss Amerika
- 2001: Mädchen, Mädchen
- 2001: Gott ist ein toter Fisch
- 2002: Kiss and Run
- 2003: Ganz und gar
- 2004: Mädchen, Mädchen 2 – Loft oder Liebe
- 2004: Meine Eltern
- 2004: Napola – Elite für den Führer
- 2005: Hypochonder
- 2007: Hände weg von Mississippi
- 2007: Stellungswechsel
- 2008: Der zweite Bruder
- 2008: Freche Mädchen
- 2009: Jedem das Seine
- 2011: Die Farbe des Ozeans
- 2014: Nocebo
- 2017: Dieses bescheuerte Herz
- 2020: Hello Again – Ein Tag für immer
- 2022: Der Passfälscher

## = Weblinks
=
- Maggie Peren bei IMDb
- Maggie Peren bei filmportal.de
- Profil bei der Agentur Above the Line